# قائمة حكايات كليلة ودمنة
يحتوي كتاب كليلة ودمنة على خمسة عشر باباً رئيسياً، وهي: باب الأسد والثور، وباب الفحص عن أمر دمنة، وباب الحمامة المطوقة، وباب البوم والغربان، وباب القرد والغيلم، وباب الناسك وابن عرس، وباب الجرذ والسنور، وباب ابن الملك والطائر فنزة، وباب الأسد والشغبر الناسك وهو ابن آوى، وباب إيلاذ وبلاذ وايراخت، وباب اللبوة والإسوار والشغبر، وباب الناسك والضيف، وباب السائح والصائغ، وباب ابن الملك وأصحابه، وباب الحمامة والثعلب ومالك الحزين، بالإضافة إلى أربعة أبواب جاءت في أولى صفحات الكتاب، وهي: باب مقدمة الكتاب، وباب بعثة برزويه إلى بلاد الهند، وباب عرض الكتاب ترجمة عبد الله بن المقفع، وباب بروزيه ترجمة بزرجمهر بن البختكان.

## القائمة
| الحكاية | رقم الصفحة (*) | الباب                            | رقم الصفحة (*) | ويكي مصدر | الموضوع                                                         |
| ------- | -------------- | -------------------------------- | -------------- | --------- | --------------------------------------------------------------- |
| –       | –              | باب الأسد والثور                 | 91             | النَّص      | - الوشاية التي تعمل على إفساد العلاقة بين الأصدقاء.             |
| –       | –              | باب الفحص عن أمر دمنة            | 154            | النَّص      | - المصير السيئ للواشي.                                          |
| –       | –              | باب الحمامة المطوقة              | 177            | النَّص      | - بداية تواصل إخوان الصفا واستمرار المودة بينهم.                |
| –       | –              | باب البوم والغربان               | 200            | النَّص      | - عدم الاغترار بالعدو مهما أبداه من نوايا وإن كان ظاهرها جميلاً. |
| –       | –              | باب القرد والغيلم                | 232            | النَّص      | - إضاعة سعي الشخص بعد بذل مجهود فيه.                            |
| –       | –              | باب الناسك وابن عرس              | 240            | النَّص      | - ما تؤدي إليه العجلة في الأمور.                                |
| –       | –              | باب الجرذ والسنور                | 244            | النَّص      | - موالاة الأعداء عند كثرتهم حول الشخص.                          |
| –       | –              | باب ابن الملك والطائر فنزة       | 253            | النَّص      | - ضرورة اتقاء أصحاب الثأر بعضهم لبعض.                           |
| –       | –              | باب الأسد والشغبر الناسك         | 262            | النَّص      | - مراجعة الملك لمن أخطأ بحقهم أو عاقبهم بدون ذنب.               |
| –       | –              | باب إيلاذ وبلاذ وايراخت          | 274            | النَّص      | - الأمور التي يثبت بها المُلك من خصال.                           |
| –       | –              | باب اللبؤة والإسوار والشغبر      | 294            | النَّص      | - العفو عند المقدرة وكذلك الاعتبار بما يحصل للشخص من مصائب.     |
| –       | –              | باب الناسك والضيف                | 299            | النَّص      | - ترك الشخص لما يجيده إلى غيره.                                 |
| –       | –              | باب السائح والصائغ               | 301            | النَّص      | - عمل المعروف في غير موضعه مع ابتغاء الشكر عليه.                |
| –       | –              | باب ابن الملك وأصحابه            | 308            | النَّص      | - رفعة مكانة الجاهل في الدنيا وابتلاء الحكيم.                   |
| –       | –              | باب الحمامة والثعلب ومالك الحزين | 317            | النَّص      | - عاقبة تقديم المشورة للغير مع عدم تطبيقها لذات الشخص.          |

## الهوامش
- * ترقيم الصفحات حسب النسخة الخاصة بالمطبعة الأميرية ببولاق، القاهرة - 1937، الطبعة: 17، 1355 هـ - 1936 م.